# Dębowo (województwo zachodniopomorskie)
Dębowo – osada w Polsce położona w województwie zachodniopomorskim, w powiecie szczecineckim, w gminie Szczecinek.
Zobacz też: Dębowo.